# Diocese de Trieste
A Diocese de Trieste (em latim: Dioecesis Tergestina) é uma circunscrição eclesiástica da Igreja Católica na Itália, pertencente à Província Eclesiástica do Trivêneto e à Conferenza Episcopale Italiana, sendo sufragânea do Arquidiocese de Gorizia.

## Territorio
A diocese inclui a cidade de Trieste e os territórios de Muggia, San Dorligo della Valle, Sgonico e Monrupino. A prefeitura de Duino-Aurisina, mesmo sendo parte da província administrativa de Trieste, faz parte da Arquidiocese de Gorizia. O território inclui 60 paróquias.
Atualmente é governada pelo bispo Dom Enrico Trevisi.

## História
A diocese foi erguida no século V, no começo sufragânea do Patriarcado de Aquileia e depois passou a Grado.

### História contemporánea
Em 30 de junho 1828, a diocese de Koper foi suprimida e foi unida a Trieste.
Em 1830, Trieste passou ser novamente ser sufragânea de Gorizia, e em 1831 a diocese de Cittanova d'Istria foi unida a Trieste.
Em 30 de abril 1920, deu o decanato de Elsane para criar a Administração Apsostólica de Fiume, que hoje é arquidiocese.
Em 1947, uma parte do território passou à Iugoslávia e foram erguidas duas admistrações separadas.
A diocese foi novamente dividida em 17 de outubro 1977, dois anos depois do Tratado de Osimo.

## Cronologia dos bispos do século XX
- André Maria Šterk † (25 de junho de 1896-1901)
- Francisco Xavier Nagl † (26 de março de 1902- 1 de janeiro de 1910, nomeado Arcebispo auxiliar de Viena)
- André Karlin † (6 de fevereiro de 1911-15 de dezembro de 1919)
- Ângelo Bartolomasi † (15 de dezembro de 1919-11 de dezembro de 1922, nomeado bispo de Pinerolo)
- Luìs Fogar † (9 de julho de 1923-30 de outubro de 1936)
- Antonio Santìn † (16 de maio de 1938-28 de junho de 1975)
- Lourenço Bellomi † (17 de outubro de 1977 - 23 de agosto de 1996)
- Eugénio Ravignani, (4 de janeiro de 1997 - 4 de julho de 2009)
- Giampaolo Crepaldi (4 de julho de 2009 - 2023
- Enrico Trevisi (2023 - atual)